# Kryptopterus bicirrhis
Silure de verre
Espèce
Statut de conservation UICN

 LC  : Préoccupation mineure
Kryptopterus bicirrhis, le Silure de verre, est une espèce de poissons de la famille des Siluridae. Transparent, très populaire grâce à son originalité, comme les autres poissons de verre, il est apprécié par les aquariophiles.
D'origine asiatique, ce siluridé affectionne les eaux douces et acides : on le trouve en Thaïlande et en Indonésie. Très sensible à la qualité de l'eau et aux produits chimiques, il n'existe pas de variétés colorées (contrairement au Chanda ranga souvent rendu rose ou vert par injection). Souvent confondu avec le Kryptopterus minor, K. bicirrhis est beaucoup plus grand et n'a pas la même origine géographique.

## Description
Le silure de verre est un poisson transparent dont le corps reflète la lumière et renvoie des couleurs irisées. Il possède deux barbillons sensoriels lui permettant de localiser sa nourriture. Sa queue est profondément fourchue. La taille moyenne serait de 12 cm, une fois adulte et il peut atteindre 15 cm de longueur.

## Écologie
Le silure de verre est un poisson d'eau douce habitant dans de larges rivières et les fleuves d'eau trouble, typiquement près des berges lorsque le courant est fort. Il semble préférer des températures de 23 à 26 °C ; dureté= 5 à 15°f ; pH= 5,5 à 6,8.

### Comportement
C'est un poisson grégaire qui peut se regrouper en banc de plusieurs centaines d'individus dans la nature. Il ondule généralement sur place à contre-courant, la tête plus haute que le reste du corps, dans un angle d'environ 30 degrés, et utilise ses barbillons pour repérer des proies éventuelles. Ce poisson tapote souvent ses congénères avec ses barbillons. Sa vue est médiocre. Il perçoit surtout l'intensité de la lumière. Il se guide à l'aide de ses deux barbillons.
Comme certains Siluridae, il peut percevoir des vibrations, des objets chargés d'électricité et le magnétisme terrestre. C'est un poisson électro-réceptif passif (Source) (en).
Cette espèce sociable aime vivre en bancs. Les silures de verre occupent la partie intermédiaire de l'aquarium où ils nagent en rang serré à l'abri des plantes flottantes. Contrairement à d'autre silures, cette espèce est plus active la journée. 

### Alimentation
C'est un prédateur diurne se nourrissant principalement d'invertébrés aquatiques et parfois de poissons plus petits.

### Reproduction
Pas de dimorphisme sexuel apparent. On suppose que la femelle est plus grosse que le mâle, mais cela n'a jamais été vérifié.

### Maladies
Lorsqu'un Kryptopterus est malade, son corps peut perdre sa transparence et devenir blanc cotonneux. En aquariophilie, cela peut être lié à des conditions inadéquates tel qu'un manque d'ombrage, une taille de banc insuffisante ou des poissons turbulents provoquant un stress. Son aspect transparent peut revenir une fois la source de stress ou de maladie éliminée.
Lorsqu'un Kryptopterus meurt, son corps perd sa transparence et devient blanc laiteux.

## Confusion possible
Il est souvent confondu avec son cousin Kryptopterus minor, plus petit (8 cm) et d'origine géographique différente. Il arrive que ces deux espèces se retrouvent mélangées en animalerie.